# Eulepidotis mabis
Eulepidotis mabis är en fjärilsart som beskrevs av Achille Guenée 1852. Eulepidotis mabis ingår i släktet Eulepidotis och familjen nattflyn. Inga underarter finns listade i Catalogue of Life.